# Technische Materialprüfung
Das Technische Materialprüfung (TMP; früher Prüfstufe C) ist ein Instrument zum Materialerhalt der Bundeswehr.
Gesetzliche Grundlage bilden vor allem das Arbeitsschutzgesetz, das Gefahrgutbeförderungsgesetz, das Produktsicherheitsgesetz sowie das Straßenverkehrsgesetz, die auf deren Grundlage erlassenen Verordnungen sowie Dienstvorschriften der Bundeswehr.
Die Technische Materialprüfung gliedert sich in die vier Fachtechniken ABC-Gerät, Fernmeldegerät, Rad/Kette sowie Waffe. Prüfpflichtige Produkte sind unter anderem feuerwehrtechnische Aufbauten, Wasseraufbereitungsanlagen, ABC-Schutzbelüftungsanlagen in Fahrzeugen und Kabinen, Material der ABC-Abwehr zur Dekontamination und zur Detektion, Fahrzeugfunkanlagen, mobile Fernmeldenetze, Antennenträger, fernmelde- und elektrische Anteile von Kabinen, Stromerzeugungsaggregate, Handfeuerwaffen, Panzerwaffen, Artilleriewaffen (Rohr/Rakete), optische und optronische Zielgeräte.
Im Bereich Rad/Kette werden die Sicherheitsprüfung nach § 29 Straßenverkehrs-Zulassungs-Ordnung (StVZO), Hauptuntersuchung nach § 29 StVZO, Untersuchung der Umweltverträglichkeit nach § 29 StVZO, sicherheitstechnische Prüfung am Fahrzeugzubehör, wiederkehrende Untersuchungen an Krananlagen sowie an Fahrzeugen zum Transport von Gefahrgut durchgeführt.

## Prüforganisation Technische Materialprüfung
Im Jahr 2011 verfügte die Prüforganisation Technische Materialprüfung über 233 Dienstposten, davon 165 für lizenziertes Prüfpersonal in 16 Materialprüftrupps. Vom lizenzierten Prüfpersonal waren 14 der Fachtechnik ABC-Gerät, 37 Fernmeldegerät, 58 Rad/Kette und 56 Waffe zugeordnet. Die in den Materialprüftrupps eingesetzten Unteroffiziere mit Portepee (Feldwebeldienstgrade) haben eine Meisterprüfung abgeschlossen, die Offiziere des militärfachlichen Dienstes eine Ausbildung zum staatlich geprüften Techniker. Die Soldaten der Fachtechnik Rad/Kette erhalten die Ausbildung zum amtlich anerkannten Prüfer nach dem Kraftfahrsachverständigengesetz. Die Ausbildung dauert je nach Fachtechnik bis zu drei Jahre mit Lehrgängen und Ausbildung am Arbeitsplatz.